# Selingau
Selingau ist eine Einöde auf der Gemarkung Ebnath im oberpfälzischen Landkreis Tirschenreuth.

## Geografie
Die Einöde liegt im Südwesten des Fichtelgebirges, direkt nordöstlich der Gregnitz, einem linken Zufluss der Fichtelnaab. Selingau ist ein Ortsteil der Gemeinde Ebnath und liegt einen Kilometer südöstlich von deren Gemeindesitz.

## Geschichte
Das bayerische Urkataster zeigt Selingau in den 1810er Jahren als kleine Einöde, deren Haupt- und Nebengebäude sich um einen größeren Innenhof gruppieren. Seit dem bayerischen Gemeindeedikt von 1818 gehört Selingau zur politischen Gemeinde Ebnath, die neben dem Hauptort Ebnath noch aus fünf weiteren Ortschaften besteht.
| Jahr          | 001824 | 001875 | 001885 | 001900 | 001925 | 001950 | 001961 | 001970 | 001987 |
| Einwohnerzahl | 14     | 14     | 13     | 12     | 8      | 22     | 9      | 6      | 2      |